# Power over Ethernet

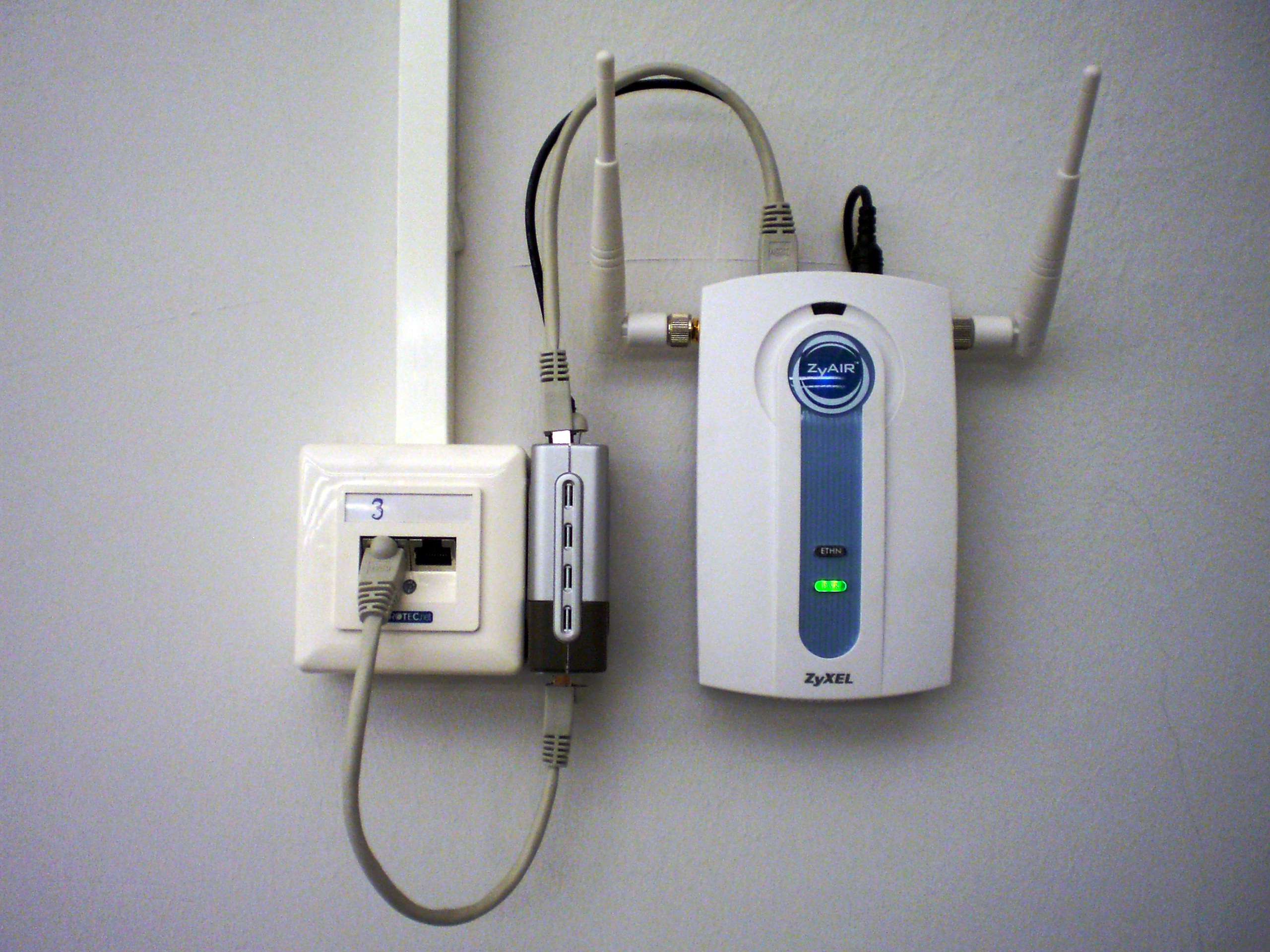
Wireless LAN access point, gevoed door een PoE-splitter

Power over Ethernet of PoE is een technologie om stroom en data te leveren over een standaard twisted-pair-kabel in een ethernetnetwerk. De technologie wordt gebruikt om netwerkapparatuur zoals VoIP-telefoons, webcams, switches, antennes voor draadloze netwerken en zeer kleine computers zoals embedded systems en tabletcomputers van stroom te voorzien. Gelet op het beperkte vermogen dat een netwerkkabel kan overbrengen, is deze techniek niet haalbaar voor grotere verbruikers zoals servers of werkstations.
Het gebruik van PoE maakt een extra voedingsadapter overbodig. Dit is vooral handig als het netwerktoestel ingezet moet worden op een plaats waar stroomvoorziening via het stopcontact moeilijk haalbaar is.

## Endspan en Midspan
PoE kan op twee manieren aangeboden worden: door een PoE-enabled ethernet-switch of via een aparte injector. Veel ethernet-switches voor zakelijk gebruik zijn naar keuze beschikbaar met of zonder PoE. Een switch die gebruikt gaat worden om werkplekken van ethernet te voorzien zal dan vaak een PoE-switch zijn om (vooral) het VoIP-toestel van stroom te voorzien, terwijl een vergelijkbare switch in een datacenter (waarop vooral servers zullen worden aangesloten) juist zonder PoE gebruikt zal worden. Een PoE-switch zal immers een veel zwaardere voedingsmodule moeten hebben om ook alle aangesloten apparaten van stroom te voorzien.
Als slechts een zeer beperkt aantal apparaten aangesloten op een switch PoE nodig hebben, kan het efficiënter zijn om een externe injector te gebruiken: via een speciale koppelkabel wordt hierbij een stroomvoeding aangesloten op een ethernetkabel.
Wordt de stroom geleverd door de switch, dan wordt er gesproken van een end-span, terwijl een externe injector een mid-span-device wordt genoemd. Een 'powerbrick' is een andere benaming voor een PoE power injector, voor bijvoorbeeld stroomvoorziening van losstaande Access Points via een 8-aderige netwerkkabel.
De tegenhanger van de injector is de splitter, die de voedingsspanning op de ethernetkabel omzet en beschikbaar maakt op een aparte voedingskabel. Hiermee kunnen netwerktoestellen die niet zijn ontworpen voor PoE toch zonder aparte stroomvoorziening worden gebruikt.

## Standaarden
De originele technologie staat bekend onder de naam IEEE 802.3af. Dit is een specifiek protocol, waarbij eerst gemeten wordt of er een PoE-toestel aangesloten is, welk vermogen nodig is, en pas dan zal op de lijn de nodige elektrische spanning aangeboden worden. Dit is zeer belangrijk, aangezien sommige toestellen de niet-gebruikte aders kortsluiten. De originele standaard laat vermogens toe van 15,4 watt per aderpaar. Als 4 van de aders gebruikt worden voor de vermogensoverdracht, betekent dit dus een maximum van ongeveer 31 watt. Met wat verlies in de kabel blijft er dus een nuttig vermogen over van ongeveer 30 watt.

### Opvolger 802.3at
De opvolger van PoE is de IEEE 802.3at-standaard (die ook wel PoE+ wordt genoemd). Deze standaard gebruikt vier aders. Deze vier aders worden gebruikt voor zowel data- als stroomoverdracht. Dit is dus fantoomvoeding. De standaard werd in november 2009 geratificeerd. Het is in de standaard van 2009 niet toegestaan dat één eindpunt tegelijkertijd de stroom van beide aderparen gebruikt. Een mogelijke toepassing van de verhoogde stroomcapaciteit van de nieuwe standaard is voeding te leveren aan een actief apparaat 'onderweg': een enkele interface van een PoE-enabled switch kan een remote switch van stroom voorzien.

## Vergelijking van standaarden
| Eigenschap                                                  | 802.3af (802.3at Type 1), PoE                            | 802.3at Type 2, PoE+                                                                             | 802.3bt Type 3, 4PPoE or PoE++                                                                   | 802.3bt Type 4, 4PPoE or PoE++                                                                   |
| ----------------------------------------------------------- | -------------------------------------------------------- | ------------------------------------------------------------------------------------------------ | ------------------------------------------------------------------------------------------------ | ------------------------------------------------------------------------------------------------ |
| Vermogen beschikbaar bij PoE-apparaat                       | 12,95 W                                                  | 25,50 W                                                                                          | 51 W                                                                                             | 71,3 W                                                                                           |
| Maximale vermogen geleverd door PoE-bron                    | 15,40 W                                                  | 30,0 W                                                                                           | 60 W                                                                                             | 90 W                                                                                             |
| Spanningsbereik (bij PoE-bron)                              | 44,0–57,0 V                                              | 50,0–57,0 V                                                                                      | 50,0–57,0 V                                                                                      | 52,0–57,0 V                                                                                      |
| Spanningsbereik (bij PoE-apparaat)                          | 37,0–57,0 V                                              | 42,5–57,0 V                                                                                      | 42,5–57,0 V                                                                                      | 41,1–57,0 V                                                                                      |
| Maximale stroom Imax                                        | 350 mA                                                   | 600 mA                                                                                           | 600 mA per paar                                                                                  | 960 mA per paar                                                                                  |
| Maximale kabelweerstand per paar                            | 20 Ω                                                     | 12,5 Ω                                                                                           | 12,5 Ω                                                                                           | 12,5 Ω                                                                                           |
| Vermogensmanagement                                         | 3 vermogensklassen (1-3) onderhandeld door PoE signature | 4 vermogensklassen (1-4) onderhandeld door PoE signature of 0,1 W stappen onderhandeld door LLDP | 6 vermogensklassen (1-6) onderhandeld door PoE signature of 0,1 W stappen onderhandeld door LLDP | 8 vermogensklassen (1-8) onderhandeld door PoE signature of 0,1 W stappen onderhandeld door LLDP |
| Afwijking van de maximale omgevingstemperatuur van de kabel | geen                                                     | 5 °C met twee paren actief                                                                       | 10 °C met meer dan de helft van de gebundelde kabels op Imax                                     | 10 °C temperatuurplanning vereist                                                                |
| Ondersteunde bekabeling                                     | Categorie 3 en Categorie 5                               | Categorie 5                                                                                      | Categorie 5                                                                                      | Categorie 5                                                                                      |
| Ondersteunde modes                                          | Mode A (endspan), Mode B (midspan)                       | Mode A, Mode B                                                                                   | Mode A, Mode B, 4-pair Mode                                                                      | 4-pair Mode vereist                                                                              |

Notes:
1. ↑  De meeste geschakelde voedingen in het PoE gevoedde apparaat zullen ook nog 10 tot 25% van het beschikbare vermogen verliezen aan warmte.

## Kleurcode
Kruiskabels, waarbij de aders aan de uiteinden van de kabel op een RJ45-connector gemonteerd zijn volgens respectievelijk de normen EIA/TIA-568A en EIA/TIA-568B, worden vrijwel niet meer gebruikt, omdat de netwerkapparatuur zelf kan herkennen hoe de kabel gemonteerd is.
| Aders bij switch | TIA-568A   | TIA-568B   | 10/100 Mbps mode B, DC on spares | 10/100 Mbps mode B, DC on spares | 10/100 Mbps mode A, mixed DC & data | 10/100 Mbps mode A, mixed DC & data | 1000 Mbps mode B, DC & bi-data | 1000 Mbps mode B, DC & bi-data | 1000 Mbps mode A, DC & bi-data | 1000 Mbps mode A, DC & bi-data |
|                  |            |            | Data                             | Voeding                          | Data                                | Voeding                             | Data                           | Voeding                        | Data                           | Voeding                        |
| ---------------- | ---------- | ---------- | -------------------------------- | -------------------------------- | ----------------------------------- | ----------------------------------- | ------------------------------ | ------------------------------ | ------------------------------ | ------------------------------ |
| Ader 1           | Wit-groen  | Wit-oranje | Rx +                             |                                  | Rx +                                | DC +                                | TxRx A +                       |                                | TxRx A +                       | DC +                           |
| Ader 2           | Groen      | Oranje     | Rx −                             |                                  | Rx −                                | DC +                                | TxRx A −                       |                                | TxRx A −                       | DC +                           |
| Ader 3           | Wit-oranje | Wit-groen  | Tx +                             |                                  | Tx +                                | DC −                                | TxRx B +                       |                                | TxRx B +                       | DC −                           |
| Ader 4           | Blauw      | Blauw      |                                  | DC +                             |                                     |                                     | TxRx C +                       | DC +                           | TxRx C +                       |                                |
| Ader 5           | Wit-blauw  | Wit-blauw  |                                  | DC +                             | TxRx C −                            | DC +                                | TxRx C −                       |                                |                                |                                |
| Ader 6           | Oranje     | Groen      | Tx −                             |                                  | Tx −                                | DC −                                | TxRx B −                       |                                | TxRx B −                       | DC −                           |
| Ader 7           | Wit-bruin  | Wit-bruin  |                                  | DC −                             |                                     |                                     | TxRx D +                       | DC −                           | TxRx D +                       |                                |
| Ader 8           | Bruin      | Bruin      |                                  | DC −                             | TxRx D −                            | DC −                                | TxRx D −                       |                                |                                |                                |